# حرب أوما ولجش
وقعت حرب أوما ولجش (والتي يشار إليها أيضًا باسم الحروب (الجمع)، النزاع، صراع الحدود، حرب الحدود، النزاع البيئي، الأعمال العدائية، والمشاجرة) في فترة أوائل الأسرات الثالثة في سومر (2600-2350 قبل الميلاد) في جنوب العراق الحالي. وقد حدث ذلك بسبب انتهاك مدينة أوما لمعاهدة حدودية قديمة مع مدينة الدولة المجاورة لجش بشأن قطعة أرض خصبة يطمع فيها كل من الطرفين. وقد أطلق عليها أيضًا لقب "حرب المائة عام" السومرية.

## السبب
كانت لجش وأوما مدينتين سومريتين تبعدان على بعضمها 18 ميل (29 كـم). كانت أوما "جارة ومعادية" لجش بسبب المطالبات المتنافسة على مصادر المياه وإمداداته. بدأت المدينتان في النزاع على منطقة خصبة تسمى غو إيدين أو "حافة السهل"، مما أدى إلى معاهدة حدودية يعود تاريخها إلى عام 2550-2600 قبل الميلاد. وضِعَت من قبل الملك ميسيليم ملك كيش (على الرغم من أن الاتفاقية ربما تكون قديمة إلى عام 3100 قبل الميلاد). ومع ذلك، بدأت أوما بالتعدي على أراضي لكش مما أدى إلى تجدد النزاع وأدى إلى الحرب. بدأت الحرب حوالي عام 2450 قبل الميلاد. وقد تم توثيق جوانب الحرب وحفظها على أشياء تاريخية مثل مسلة النسور، حيث بدأ الكتبة السومريون بالكتابة المسمارية والألواح الطينية قبل 1000 عام.

## تفاصيل
أخبر ملك لجش إله مدينته نينجورسو بالسبب وراء الحرب وطلب منه أن يضرب العدو؛ ووفقًا للنقوش، جاء نينجورسو إلى الملك في حلمه ووعده بالنصر. وكان الجنود على الجانبين مزودين بفؤوس برونزية ورماح طويلة ذات رؤوس معدنية حادة. قام ملك لجش بتحويل المياه من منطقته إلى القنوات والخنادق المجففة لحرمان أوما من المياه. كان أحد الأحداث الرئيسية هو نهب لجش الذي ارتكبت فيه العديد من "أعمال التدنيس".

## تسوية
في المعركة التي دارت حوالي عام 2450 قبل الميلاد، بلغت خسائر أوما على الأرجح 100-200 (أغلبية جيشهم) بينما كانت خسائر لجش ضئيلة.
حوالي 2400 قبل الميلاد، قام إنتيمينا  أو إياناتوم (تختلف المصادر)، ملك لجش، بإقامة عمود رخامي (مسلة النسور) لتحديد الحدود بين مدينتي لجش وأوما المتحاربتين وتأكيد مطالبه بالمنطقة. "خصص شريط بور من الأرض على جانب اوما من الخندق الحدودي كأرض لا يملكها أحد". كان مطلوبًا من ملك أوما أن يقسم يمينًا لآلهة متعددة وملك لجش، وأن يعد بعدم التوغل في أراضيهم. يقدم مخروط اينتيمينا سجلات إضافية عن هذه الحرب.

## اكتشاف
ظل العمود الرخامي محفوظًا في المتحف البريطاني لمدة 150 عامًا حتى عام 2018 عندما قام إيرفينج فينكل ، أمين قسم الشرق الأوسط، بفك رموز الكتابة المسمارية السومرية للكشف عن تفاصيل الحرب.
صخرة إياناتوم - منحوتة معاصرة من الحجر الجيري تعود إلى بلاد ما بين النهرين، وهي موجودة حاليًا في متحف اللوفر، يكتب عن حاكم لجش: "لقد هزم أوما، وكدس عشرين كومة من الجثث". ويشير أيضًا إلى نينجيرسو (أو نينورسا) إله الحماية الذي تم استدعاؤه لمساعدة لجش في معركتهم ضد أوما.

## إرث
اعتبرها أستاذ التاريخ لورينزو كامل أول حرب مسجلة في تاريخ البشرية. بما في ذلك أقدم معركة معروفة حاليًا في التاريخ، ربما تكون أول حملة عسكرية مسجلة بشكل أصيل في تاريخ العالم. تُعد مسلة النسور واحدة من أولى التمثيلات البصرية المتعلقة بالحرب والتي تم اكتشافها. قالت إيرين جيه وينتر، الأستاذة الفخرية بجامعة هارفارد، إن العمود "يقف في بداية سلسلة طويلة من السرديات التاريخية في تاريخ الفن". وذكرت راشيل كامبل جونستون في صحيفة التايمز أنه من المرجح أن يكون أقدم دليل مكتوب على نزاع حدودي، كما أنه المرة الأولى التي يتم فيها استخدام مصطلح "أرض لا يملكها أحد". تُعد مسلة النسور، التي تمثل نهاية الحرب بين أوما ولجش، بمثابة "أفضل سجل لأقدم معاهدة حدودية في العالم". ويصور النصب التذكاري أيضًا أول صور مسجلة للجنود القدامى.
يشير كتاب التأجير الإقليمي في الدبلوماسية والقانون الدولي إلى أن النقوش المعروفة تأتي من لجش وبالتالي فهي تمثل وجهة نظرها فقط. يزعم أطلس التاريخ العسكري أن انتصار لجش على أوما هو سجل تاريخي أكثر دقة للقتال في بلاد ما بين النهرين المبكرة مقارنة بمعركة أوروك أو كيش، على الرغم من أنه أقل شهرة. زعم كتاب الحياة اليومية في بلاد ما بين النهرين القديمة أن المعاهدة الأصلية للملك ميسيليم تبدو لصالح لجش على حساب أوما.
لقد "أذهل" التشكيل الكثيف للجنود على شكل كتيبة مكونة من ستة أفراد العلماء المعاصرين عند الكشف عنه، حيث كان من المفترض سابقًا أن تشكيل الجيش هذا كان من توقيع الإغريق القدماء بعد حوالي 2000 عام.

## ملحوظات
وفقًا للنقوش الورقية من أوما ولجش، فإن "أسماء حكام لجش مربكة" وتشير السجلات إلى إيناناتوم وإياناتوم وإنتيمينا.

## قراءة إضافية
- هيستوريا ديل سيركانو أورينتي، الصفحة 70